# Миролюбів
Миролюбів (до 2016 — Жовтневе) — селище Коростенського району Житомирської області. Населення — 671 мешканець (за даними 2001 року). Входить до складу Лугинської селищної громади.
Промислове підприємство — Озерянський торфозавод, філія підприємства «Житомирторф». До торфозаводу підведена вузькоколійна залізниця.

## Історія
1969 року було створено Озернянський торфобрикетний завод.
12 травня 2016 року перейменоване на Миролюбів.
26 січня 2024 року, відповідно до Закону України «Про порядок вирішення окремих питань адміністративно-територіального устрою України» від 28 липня 2023 року, віднесене до категорії селищ.

## Населення
За даними перепису 2001 року населення села становило 671 особу, з них 97,47 % зазначили рідною українську мову, 1,94 % — російську, а 0,59 — іншу.